# Mrtvé jezero
Der Mrtvé jezero (deutsch: Toter See) ist ein Deponiebecken (odkaliště) bei Trutnov in Tschechien. Es dient als Absetzbecken für die Kraftwerksasche des Elektrizitätswerks Poříčí II.

## Lage
Der Mrtvé jezero befindet fünf Kilometer nordöstlich des Stadtzentrums von Trutnov am Debrnský potok (Döbler Wasser). Er erstreckt sich zwischen dem Špitálský les (Spitalwald) und dem Městský les (Bürgerwald) an der Grenze zwischen den Gemarkungen Debrné und Poříčí u Trutnova.

## Geschichte
In den 1950er Jahren wurde das Kohlekraftwerk Poříčí gebaut. Wegen der Lage des Kraftwerkes in dem von Bergen umgebenen Tal der Úpa war die übliche Entsorgung der Kraftwerksasche mittels Seilbahn auf eine Aschenhalde unpraktikabel. Einzig möglicher Haldenstandort war die Hochfläche südwestlich des Kraftwerks am Poříčský hřbet (Küchenrand), die jedoch keine langfristigen Lagerkapazitäten bot. Stattdessen entschied man sich für eine Verfüllung des unteren Döbler Tales mittels einer Rohrleitung.
In den 1960er Jahren wurde das nach der Vertreibung der Sudetendeutschen nur noch spärlich besiedelte Dorf Debrné teilweise aufgelöst und der untere Teil von Debrné mit der Deponie überflutet. Sukzessive wurden nach der Verfüllung des unteren Talabschnittes im Norden neue Dämme errichtet und am Hang oberhalb der überfluteten alten Straße von Poříčí nach Debrné eine neue Wirtschaftsstraße zum Absetzbecken angelegt. Mitte der 1980er Jahre wurde mit dem Rückstau des Absetzbeckens auch die Straße nach Voletiny erreicht; damit verlor das entsiedelte Döbler Tal seine letzte Straßenverbindung. Der untere Teil des Tals ist bereits verfüllt. Betreiber sind die ČEZ.